# مایکل ماندو
مایکل ماندو (زاده 13 ژوئیه 1981)بازیگر سینما و تلویزیون، نویسنده و کارگردان کانادایی است. وی بخاطر حضور در بازی رایانه‌ای فار کرای ۳ شهرت بسیاری کسب کرد. ماندو در مجموعه تلویزیونی بهتره با سال تماس بگیری که ادامه‌ای بر مجموعه پیشین - برکینگ بد - است نیز حضور دارد.

## کودکی
مایکل ماندو متولد شهر کبک در کشور کاناداست است و توسط پدرش پرورش یافت. وی فرزند میانی در بین ۳ فرزند پسر خانواده است. خانواده وی بسیار مسافرت می‌کردند؛ به طوری که آنها در ۱۰ شهر، ۴ کشور و در بیش از ۳۷ خانه مختلف تا سن ۲۰ سالگی‌شان زندگی کرده بودند. اما با این حال، زبان مادری ماندو فرانسوی است و وی به زبان‌های انگلیسی و اسپانیایی تسلط کامل دارد.
مایکل ماندو در دانشگاه‌های مختلفی درس خوانده که از آن جمله آنها می‌توان به خواندن رشته روابط بین‌الملل در دانشگاه مونترآل اشاره کرد. سپس وی به رشته‌های هنری علاقه‌مند شد و به این رشته‌ها پیوست.

## پیوند
- مایکل ماندو در بانک اطلاعات اینترنتی فیلم‌ها